# 대한민국 제20대 국회 전반기 의장단 선거
제20대 국회 전반기 의장단 선거는 2016년 6월 9일 실시되었다.
선거 결과 6선의 정세균 더불어민주당 의원이 국회의장에, 5선의 심재철 새누리당 의원과 4선의 박주선 국민의당 의원이 국회부의장에 선출되었다.
정세균 의장은 역사상 네번째로 야당 출신 국회의장이 되었다. 최초의 야당 출신 국회의장은 1948년 8월 4일 처음 국회의장에 당선될 때만 해도 친여 성향이었으나 1949년 2월 11일 민주국민당 창당에 참여하며 야당 정치인으로 변모한 신익희 전 의장이었으며, 두번째는 이승만 대통령의 대통령직 사퇴가 법적으로 효력이 발생되기 하루 전인 1960년 5월 2일 야당인 민주당 소속으로써 민의원의장에 당선된 곽상훈 전 의장이었다. 세번째이자 마지막은 김대중 정부 시절인 2002년부터 노무현 정부가 들어선 뒤인 2004년까지 한나라당 소속으로써 국회의장을 지낸 박관용 의장이었다.
정세균 의장은 전라북도, 심재철 부의장과 박주선 부의장은 광주광역시 출신이었으므로, 20대 국회 전반기 의장단은 사상 최초로 전원이 호남 출신으로 구성되게 되었다.

## 선거 제도
국회법 제15조에는 국회의장과 부의장은 국회에서 무기명투표로 선거하되 재적의원 과반수를 득표한 자를 당선자로 한다고 규정하였다. 또 선거일에 대해서는 전반기 의장단 선거는 국회의원 총선거 후 최초 집회일에 실시하고, 후반기 의장단 선거는 전반기 의장단의 임기 만료일 5일 전에 실시하도록 되어 있었다. 만약 선거 결과 과반 득표자가 없을 때에는 2차 투표를 실시하고, 2차 투표에서도 과반 득표자가 없을 때에는 최고득표자와 차점자에 대하여 결선 투표를 실시하고 최다 득표자를 당선자로 하도록 했다.

## 배경

제20대 총선 결과

2016년 국회의원 총선거를 앞두고 대부분의 언론사와 여론조사 업체는 집권 여당 새누리당이 적어도 과반 의석을 확보하고 많으면 180석을 거머쥐는 압도적인 승리를 거둘 것으로 관측하였다. 그러나 선거 결과 새누리당은 목표했던 과반 의석을 확보하기는커녕 원내 제1당의 지위마저 더불어민주당에게 1석 차이로 내어주는 참패를 당하고 말았다. 이로써 제20대 국회는 제16대 국회 이후 처음으로 여소야대 국회로 출범하게 되었다. 여기에 안철수 의원이 총선 직전에 창당한 국민의당이 세간의 예상을 뛰어넘는 38석을 얻는 기염을 토해, 제15대 국회 이후 처음으로 3개 교섭단체가 있는 다당제 국회로 출범하게 되었다.

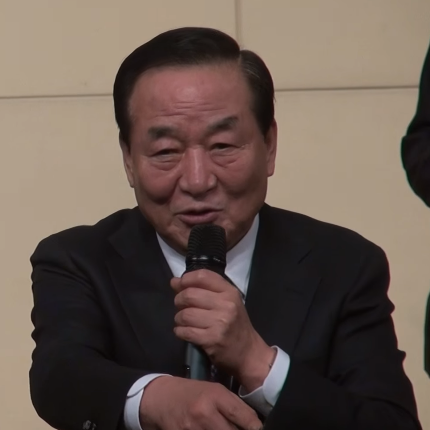
새누리당의 국회의장 후보로 거론되던 서청원 의원

과반 의석을 확보한 정당이 없게 되자 국회의장직을 어느 당에서 차지하느냐를 두고 논란이 벌어졌다. 새누리당 내에서는 안정적인 국정 운영을 위해서 여당이 국회의장을 맡아야 한다는 여론이 있었다. 또한 낙천 후 무소속으로 출마해 당선된 의원들이 새누리당 복당을 희망하고 있어, 새누리당은 제1당 지위를 되찾고 국회의장직을 차지할 명분을 얻을 수 있었다. 그러나 더불어민주당이 제1당이 된 것이 민심의 표현이라는 여론이 팽배한데다, 더불어민주당와 국민의당, 두 야당의 의석을 합치면 과반이 넘는다는 점에서 여당이 국회의장 선거에서 이길 가능성은 희박한 것으로 보여졌다. 결국 20대 국회 최다선 의원으로써 새누리당의 가장 유력한 국회의장 후보로 꼽히던 서청원 의원이 6월 8일 국회의장 선거 불출마를 선언하고, 같은 자리에 있던 정진석 새누리당 원내대표도 곧바로 야당에 국회의장직을 양보할 것을 선언하면서 국회의장직을 건 여야 간 극한 대립은 끝나게 되었다.
새누리당, 더불어민주당, 국민의당 등 3당은 6월 8일 국회의장은 더불어민주당, 운영위원장과 법제사법위원장 등은 새누리당이 차지하도록 하는 내용의 원 구성 안에 합의하였다. 이로써 2004년 박관용 의장이 퇴임한 뒤로 12년만에 야당 출신 국회의장이 탄생하는 것이 확정되었다.
국회법에 따르면 국회의장단의 선거는 제20대 국회의 임기 개시로부터 공휴일을 제외하고 7일이 지난 날, 즉 2016년 6월 7일까지 실시되어야 했으나, 국회의장직과 상임위원장직 배분 등을 두고 여야 간 합의가 지연되어 이틀이 늦은 6월 9일에야 치러질 수 있었다. 이에 따라 국민의당 의원들은 원 구성 법정시한을 초과한 이틀 동안의 세비 2,872만 원을 반납하기도 하였다. 각 상임위원회 위원장 선출은 6월 13일 모두 완료되어, 제20대 국회는 1988년 제13대 국회 개원 이래 가장 빠른 임기 개시 14일만에 원 구성을 완료하게 되었다.

## 후보

### 국회의장 후보

#### 더불어민주당
더불어민주당의 국회의장 후보 경선에는 정세균, 문희상 등 친노계 의원 2명과 박병석, 이석현 등 비노계 의원 2명이 출마하였다. 또 한 명의 친노계 중진인 원혜영 의원은 고심 끝에 불출마하였다.
6월 9일 의원총회 표결 결과 정세균 의원이 국회의장 후보로 선출되었다.
| 후보     | 득표 | %     |
| -------- | ---- | ----- |
| 정세균   | 71   | 58.68 |
| 문희상   | 35   | 28.93 |
| 박병석   | 9    | 7.44  |
| 이석현   | 6    | 4.96  |
| 총투표수 | 121  | 100   |

### 국회부의장 후보

#### 새누리당
새누리당의 국회부의장 후보 경선에는 친이계 출신 5선의 심재철 의원과 범친박계 출신 4선의 김정훈 의원이 출마하였다. 친이계 출신 4선의 이군현 의원은 고심 끝에 출마를 포기했다.
친박계가 친이계보다 수적으로 우세하다는 점에서 김정훈 의원의 승리가 점쳐졌으나, 6월 9일 의원총회에서 실시된 투표 결과 심재철 의원이 국회부의장 후보로 선출되었다. 심재철 후보가 총투표수 113표의 과반인 57표까지 득표한 것이 확인된 순간 개표를 중단하여, 정확한 결과는 알려지지 않았다.
김정훈 의원과 TK계 의원들 사이에 갈등이 심재철 의원이 승리한 이유로 분석되었다.

#### 국민의당
국민의당의 국회부의장 후보 경선에는 4선의 박주선 의원과 4선의 조배숙 의원이 출마하였다. 4선의 주승용 의원, 4선의 김동철 의원, 4선의 정동영 의원은 불출마하였다.
국민의당은 광주·전남 출신 의원들이 주류를 형성하고 있어 광주광역시 출신의 박주선 의원이 전라북도 출신의 조배숙 의원에 우세를 보일 것으로 예측되었다. 그러나 조배숙 의원은 오히려 그렇기 때문에 전북에서 당세를 키우기 위해 자신을 부의장 후보로 선출해야 한다고 주장하였다.
6월 9일 의원총회를 열고 놓고 투표한 결과, 박주선 의원을 국회부의장 후보로 선출했다. 박주선 후보가 총투표수의 과반인 20표까지 득표한 것이 확인된 순간 개표를 중단하여, 정확한 결과는 알려지지 않았다.

## 선거 결과

### 국회의장 선거
서울특별시 종로구 지역구의 정세균 더불어민주당 의원이 당선되었다.
| 후보   | 소속         | 득표 | %     |
| ------ | ------------ | ---- | ----- |
| 정세균 | 더불어민주당 | 274  | 91.33 |
| 문희상 | 더불어민주당 | 3    | 1.00  |
| 김동철 | 국민의당     | 2    | 0.67  |
| 이석현 | 더불어민주당 | 2    | 0.67  |
| 박주선 | 국민의당     | 1    | 0.33  |
| 서청원 | 새누리당     | 1    | 0.33  |
| 이주영 | 새누리당     | 1    | 0.33  |
| 무효   | 무효         | 3    | 1.00  |
| 결석   | 결석         | 13   | 4.33  |
| 재적   | 재적         | 300  | 100   |

### 새누리당 몫 국회부의장 선거
경기도 안양시 동안구 을 지역구의 심재철 새누리당 의원이 당선되었다.
| 후보   | 소속     | 득표 | %     |     |
| ------ | -------- | ---- | ----- | --- |
| 심재철 | 새누리당 | 237  | 79.00 |     |
| 박주선 | 국민의당 | 4    | 1.33  |     |
| 김무성 | 새누리당 | 1    | 0.33  |     |
| 김선동 | 새누리당 | 1    | 0.33  |     |
| 김정훈 | 새누리당 | 1    | 0.33  |     |
| 김학용 | 새누리당 | 1    | 0.33  |     |
| 유승민 | 무소속   | 1    | 0.33  |     |
| 이진복 | 새누리당 | 1    | 0.33  |     |
| 기권   | 기권     | 8    | 2.67  |     |
| 무효   | 무효     | 17   | 5.67  |     |
| 결석   | 결석     | 28   | 9.33  |     |
| 재적   | 재적     | 재적 | 300   | 100 |

### 국민의당 몫 국회부의장 선거
광주광역시 동구·남구 을 지역구의 박주선 국민의당 의원이 당선되었다.
| 후보   | 소속     | 득표 | %     |
| ------ | -------- | ---- | ----- |
| 박주선 | 국민의당 | 230  | 76.67 |
| 심재철 | 새누리당 | 1    | 0.33  |
| 장병완 | 국민의당 | 1    | 0.33  |
| 조배숙 | 국민의당 | 1    | 0.33  |
| 기권   | 기권     | 4    | 1.33  |
| 무효   | 무효     | 7    | 2.33  |
| 결석   | 결석     | 56   | 18.67 |
| 재적   | 재적     | 300  | 100   |